# Ljubo Benčić
Pour les articles homonymes, voir Bencic.
Ljubomir « Ljubo » Benčić (né le 2 janvier 1905 à Stari Grad en Autriche-Hongrie, mort le 24 février 1992 à Zagreb en Croatie) était un joueur et entraîneur de football croate, international yougoslave.

## Biographie

### Club
Il a passé toute sa carrière pour le club de l'Hajduk Split, et Benčić pouvait y jouer en tant qu'ailier droit ou avant-centre. Il commence dans le championnat en 1921 et devient dès 1923 le meilleur buteur de l'histoire du club avec 43 buts. En 1925, il joue son 100e match pour les blancs, et inscrit son 300e but pour l'Hajduk en 1930. Jusqu'à sa retraite en 1935, il inscrit le nombre de 355 buts en 353 matchs officiels pour Hajduk, ce qui fait de lui le 3e meilleur buteur de tous les temps de l'histoire du club (derrière Frane Matošić avec 729 et Leo Lemešić avec 445 buts). Avec Hajduk, il remporte deux titres de champion de Yougoslavie, en 1927 et 1929, et est meilleur buteur du championnat en 1928, inscrivant huit buts en cinq matchs.

### Sélection
Entre 1924 et 1927, Benčić compte cinq sélections et deux buts pour l'équipe de Yougoslavie de football. Il honore sa première sélection le 28 septembre 1924 contre la équipe de Tchécoslovaquie et sa dernière sélection le 28 octobre 1927 encore contre la Tchécoslovaquie à Prague. Le match se termine sur une défaite désastreuse 7–1, et Benčić inscrit l'unique but pour la Yougoslavie.

### Entraîneur
Après avoir arrêté sa carrière de joueur en 1935, il reste dans le monde du football et devient entraîneur tout d'abord de son ancien club de toujours de l'Hajduk : entre 1939 et 1941, les deux dernières saisons avant la Seconde Guerre mondiale, pendant la guerre, et les premières saisons après la guerre entre 1946 et 1948. Une fois à Zagreb, il entraîne le NK Milicioner (qui fusionnera plus tard avec le NK Borac pour former le NK Zagreb). En 1957, il part en Italie pour entraîner le Bologna FC avec Bernard Vukas. Après son retour en Croatie, il entraîne le NK Trešnjevka puis NK Zadar. Benčić décède en 1992 à Zagreb.

## Palmarès
- Championnat de Yougoslavie (2) : 1927, 1929
- Meilleur buteur du championnat de Yougoslavie : 1928